# Fiat iustitia, et pereat mundus
Fiat justitia, et pereat mundus é uma frase do latim que significa "Que a justiça seja feita, ainda que o mundo pereça".

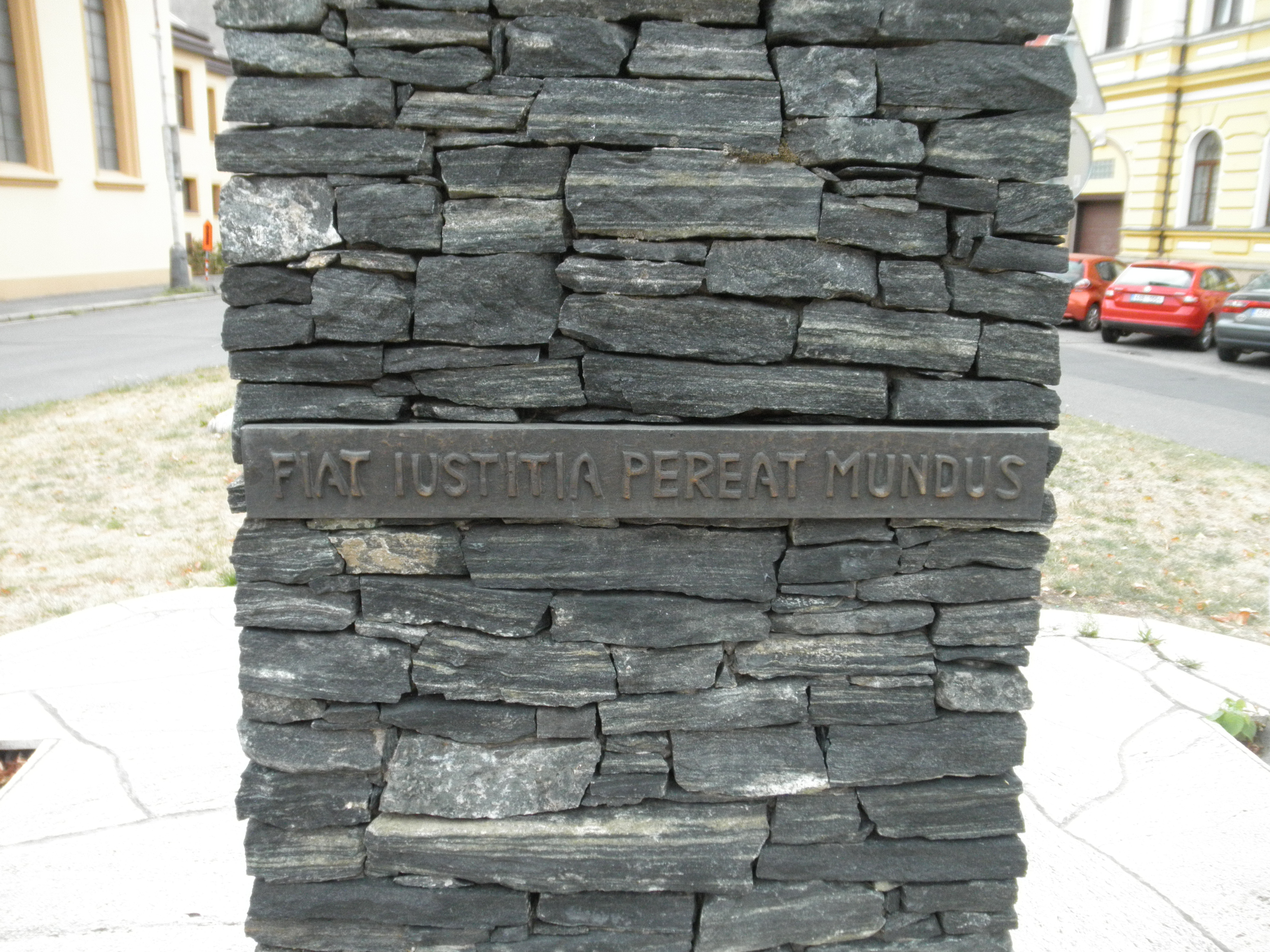
Uma inscrição Fiat iustitia pereat mundus na escultura A Balança da Justiça em Kolín. Escultura foi feita por Ivan Erben em 2001.

Esta frase foi utilizada notadamente por Fernando I, Sacro Imperador Romano (1556-1564), que tomou-a como lema, sendo uma de suas diretrizes para governar o império. Provavelmente se originou no livro Loci Communes de Johannes Jacobus Manlius (1563). É uma máxima que significa que uma decisão justa deve ser tomada a despeito de suas consequências práticas. Uma frase alternativa é Fiat justitia ruat caelum, que significa "Que a justiça seja feita, ainda que os céus caiam".
Um de seus usos famosos é o de Immanuel Kant, em seu 1795 Paz Perpétua: Um Esboço Filosófico (Em alemão: Zum ewigen Frieden. Ein philosophischer Entwurf). Na obra, o autor resume a natureza contrautilitária de sua filosofia moral, na forma Fiat justitia, pereat mundus, que ele parafraseia como "Deixe a justiça reinar mesmo que todos os patifes do mundo pereçam dela."
Ludwig von Mises escreveu em seu "Ação Humana", "O economista utilitarista não diz: Fiat justitia, pereat mundus. Ele diz: Fiat justitia, ne pereat mundus." ("Faça-se a Justiça, para que o mundo não pereça", ou também "Faça-se a justiça, e o mundo não pereça").